# ماريو غونزاليس
ماريو غونزاليس (بالإسبانية: Mario González)‏ (مواليد 27 مايو 1950) هو لاعب كرة قدم. يلعب مع منتخب الأوروغواي لكرة القدم. سبق له أن لعب في كأس العالم لكرة القدم مع منتخب بلاده.

## روابط خارجية
- ماريو غونزاليس على موقع الاتحاد الدولي (مؤرشف)  (الإنجليزية)
- ماريو غونزاليس على موقع قاعدة بيانات كرة القدم.إي يو (الإنجليزية)
- ماريو غونزاليس على موقع ناشيونال فوتبول تيمز (الإنجليزية)